# Mouvement authentique
 (octobre 2017).
Si vous disposez d'ouvrages ou d'articles de référence ou si vous connaissez des sites web de qualité traitant du thème abordé ici, merci de compléter l'article en donnant les références utiles à sa vérifiabilité et en les liant à la section « Notes et références ».

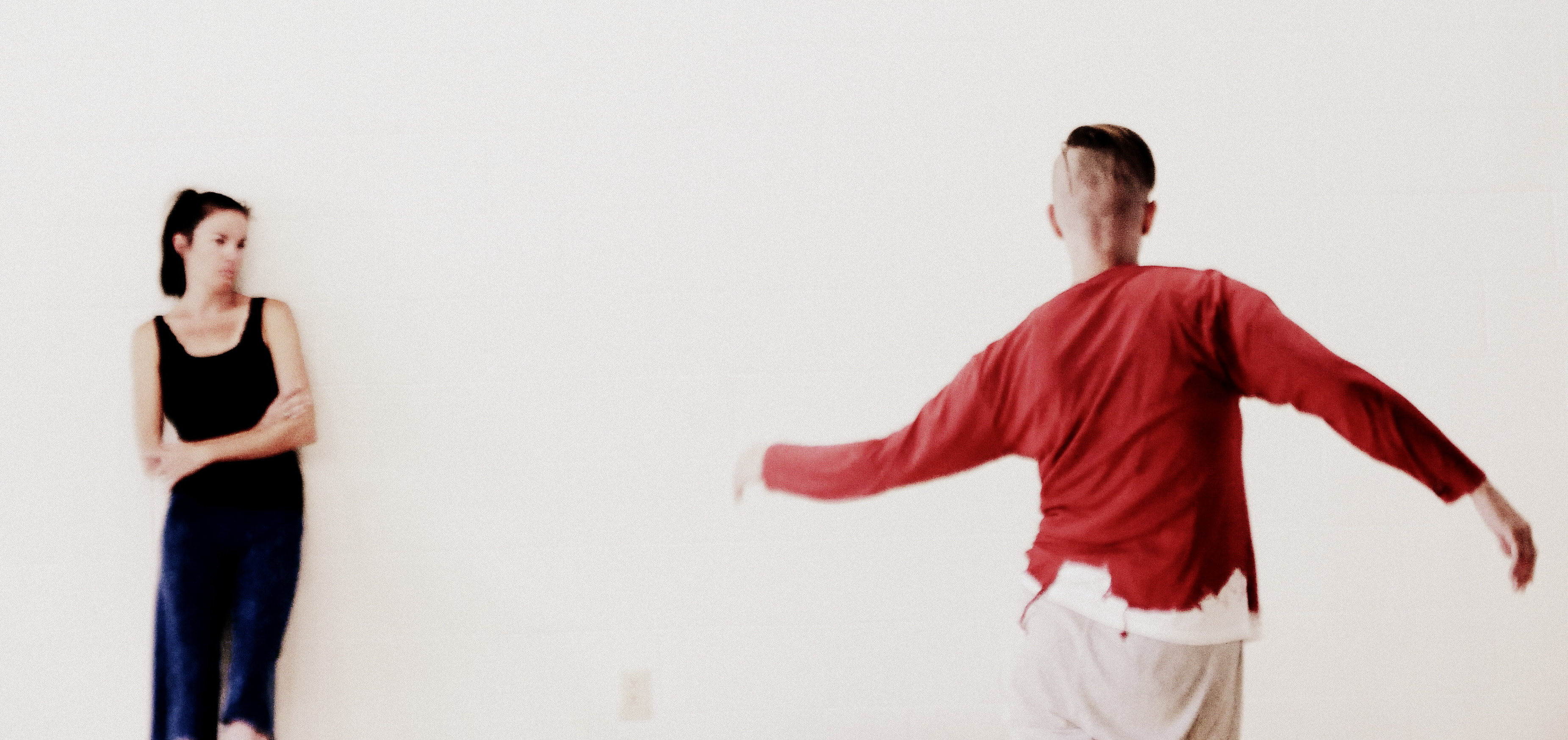

Le mouvement authentique est une pratique née du travail de la chorégraphe Mary Starks Whitehouse dans les années 1950 aux États-Unis. 
Elle-même nommait son travail « mouvement en profondeur », notamment en référence à l'approche analytique de C.G.Jung, la psychologie des profondeurs. 
Dans sa forme la plus simple, une personne bouge avec les yeux fermés en dirigeant son attention vers l'intérieur. À l'écoute des impulsions qui la traversent, elle bouge et se laisse bouger, tout en observant sa part de choix dans le développement du mouvement.  Une autre personne l'observe ; ce témoin renouvelle son intention d'être présent à ce qui émerge chez l'autre, tout en cultivant une présence bienveillante. Le témoin ne cherche pas à analyser ou interpréter les mouvements de l'autre, mais observe plutôt sa propre expérience, la manière dont ses sensations, son imaginaire, ses ressentis évoluent grâce à la relation.

## Histoire
Mary Starks Whitehouse (1911 – 1979) était une élève de Martha Graham et Mary Wigman, devenue danseuse professionnelle puis pédagogue. Vivement intéressée par la psychologie analytique de Jung, Whitehouse suivit une formation de psychothérapeute et commença alors à introduire la danse et le mouvement dans ses séances avec des clients, devenant ainsi une des pionnières de la thérapie par la danse et le mouvement (à peu près en même temps que Marion Chace à Washington DC). Intriguée par le principe jungien d' imagination active, elle initia un processus expérimental de groupe où les participants explorèrent du mouvement expressif spontané. 
Dans les années 1980, une de ses élèves, Janet Adler, formalisa le cadre de ce travail en incluant plus formellement la présence de l'observateur témoin, et en renommant la pratique mouvement authentique. Whitehouse créa de nombreuses formes et expérimentations pour les danseurs et clients en psychothérapie, et ce qui est aujourd'hui appelé mouvement authentique n'englobe pas l'ensemble de ses contributions.

## Pratique

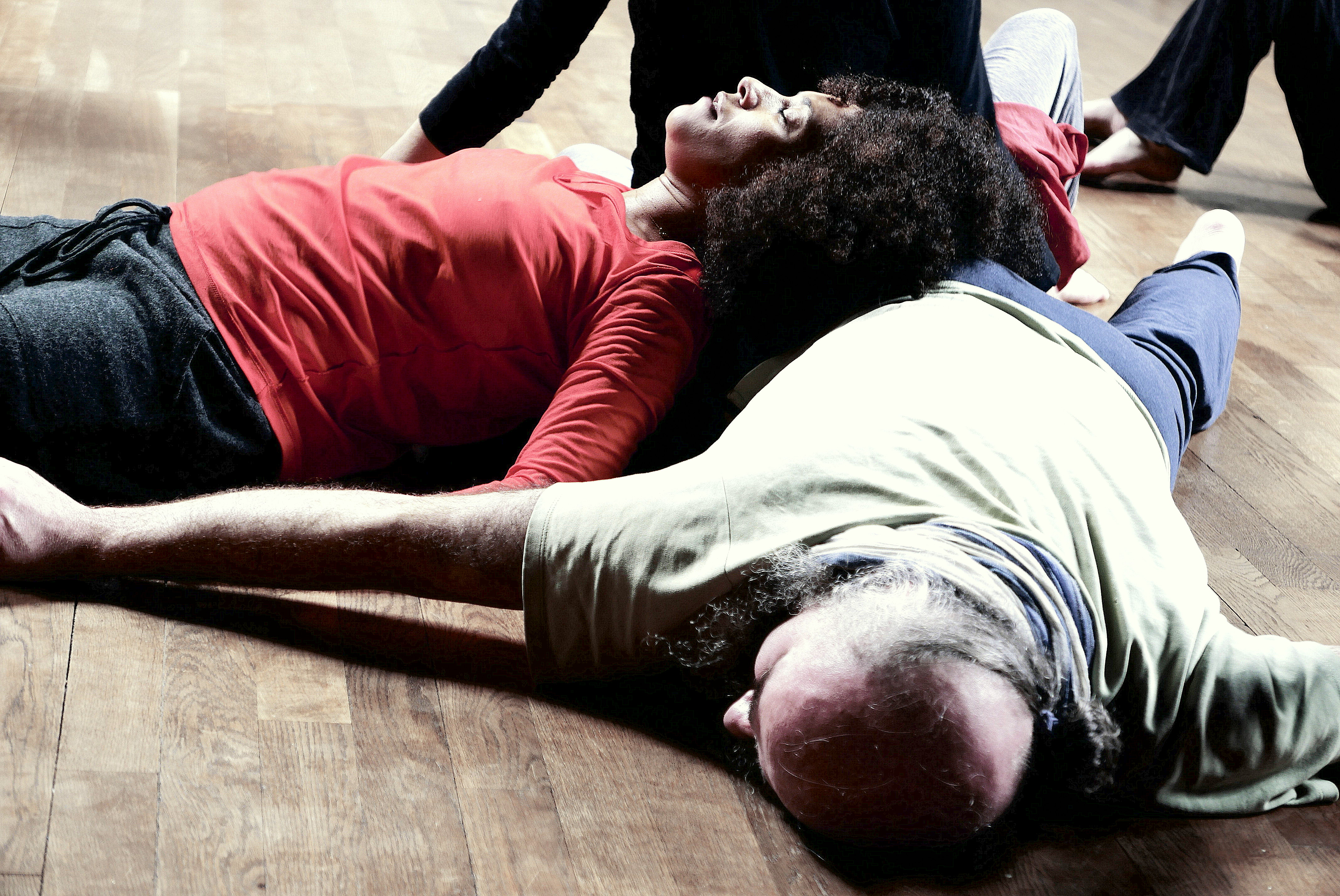
Bougeurs / Mouveurs / Êtres en mouvement

Lors d'une pratique de mouvement authentique, les personnes en mouvement commencent dans une position confortable, ferment les yeux, et se mettent à l'écoute de leurs processus internes (sensations, images, mémoires, émotions etc.) Elles suivent les stimuli qui surviennent, permettant aux impulsions de s'exprimer par le mouvement, le repos, le souffle et le son. Se déplaçant librement dans l'espace, sans être guidées de l'extérieur, elles suivent le fil de leur expérience singulière. Ainsi, plusieurs personnes peuvent bouger en même temps dans des états très contrastés.    

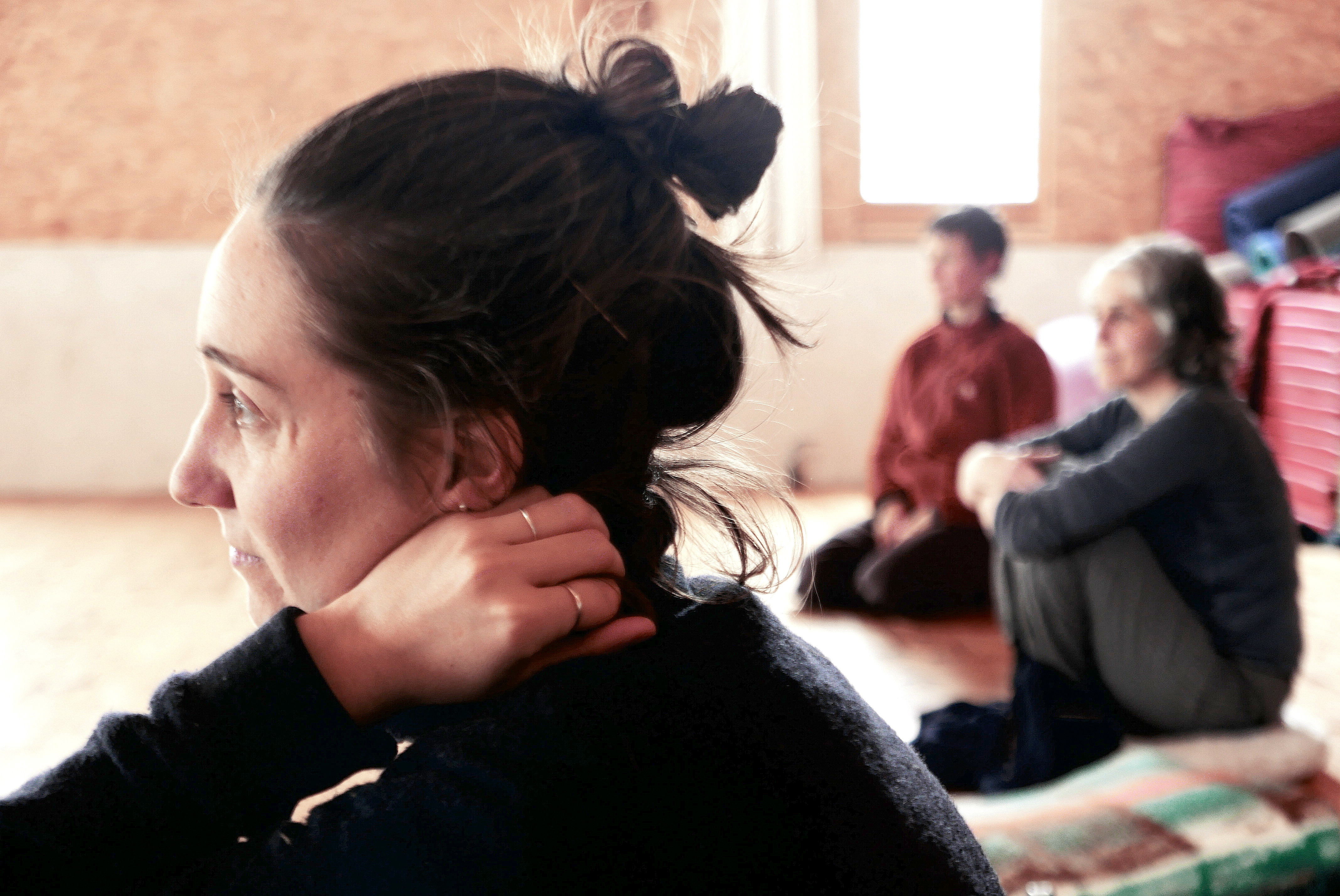
Témoins

Le déplacement des personnes en mouvement est observé par un ou plusieurs témoins, situés plutôt autour de l'espace, qui tiennent le cadre de la pratique (par exemple, en sonnant une cloche ou un gong pour rendre compte du temps qui passe). Le témoin observe les personnes en mouvement de manière minutieuse, sans pourtant interpréter ce qu'il voit. Une partie de son attention est tournée vers l'intérieur, à l'écoute de la manière dont l'affecte le mouvement perçu. Ainsi, le témoin est un participant actif, engagé à observer ses propres sensations et impulsions.    
À la fin du temps de mouvement (généralement prédéfini) s'ensuit une période d'intégration qui peut inclure le dessin, l'ecriture, la méditation, le repos, le silence. Puis, un temps de partage d'expériences qui permet d'explorer la manière dont le langage vient éclairer, compléter, voire prolonger l'expérience du mouvement. Certaines personnes élisent des protocoles de parole et d'écoute, afin de faciliter une parole d'explicitation précise et soutenir le passage entre expérience sub/pré/a-verbale et articulation langagière. Par exemple, les participants peuvent être invités à une parole subjective (en je), à parler au présent, à ne pas nommer les autres participants de manière directe etc.

## De nos jours
Alors que la forme de base reste essentiellement la même (bougeur/témoin), une grande diversité d'expressions existe à travers le monde, surtout en Amérique du Nord et en Europe, plus localement en Amérique du Sud. Il existe de nombreux praticiens expérimentés et enseignants qui offrent leur regard unique, contribuant au sens et à la richesse de cette pratique.
Ici et là naissent de groupes de pratique auto-gérés, sans enseignant, dans une perspective collective de développement et d'apprentissage. Ces groupes mettent au point leurs modalités de pratique, leurs protocoles de retours et le cadre général de leur fonctionnement. 
Le mouvement authentique est une discipline en soi, qui peut être pratiquée de manière régulière comme une source de connaissance, un espace d'étude, un lieu de transformation. Sa particularité réside dans la part centrale accordée à la relation consciente et à la clarté d'un cadre qui, malgré sa simplicité, offre un vécu d'une profondeur étonnante. 
De nombreuses autres approches telles que la chorégraphie la méditation, l'utilisent afin de compléter ou soutenir certains aspects de leur pratique.
La psychothérapie et les pratiques somatiques peuvent l'utiliser pour permettre à des patients d'améliorer leur état, par exemple dans le cas de la sclérose en plaques, qui a fait l'objet d'une thèse qui a conclu qu'une meilleure relation du malade (relation dans ce cas « autodirigée ») peut l'aider à cultiver l'intéroception et l'imagination active, deux outils d'autoréflexion pouvant améliorer le bien-être psychologique du patient, qui acquiert alors souvent « un sens de soi plus fort et un locus de contrôle interne qui peut avoir été perdu au cours de l'évolution de la maladie ».

## En France
Lent à se développer en France par rapport à d'autres pratiques venues des États-Unis à la même époque (Body-Mind Centering₢, Contact Improvisation, Life-Art Process), le Mouvement Authentique connait un développement plus récent, soutenu notamment par la traduction en français du livre de Janet Adler, Offering from the Conscious Body, traduit en 2016 aux Éditions Contredanse sous le titre Vers un corps conscient. Puisque le soin porté aux mots fait partie intégrante de la pratique, la traduction pose de nombreuses questions quant à sa terminologie francophone, offrant un sujet d'étude et de recherche passionnant en complément à la pratique elle-même. 